# NGC 2888
NGC 2888 (również PGC 26768) – galaktyka eliptyczna (E), znajdująca się w gwiazdozbiorze Kompasu. Odkrył ją John Herschel 30 marca 1835 roku.